# Église Saint-Pierre-et-Saint-Paul d'Anzême
Pour les articles homonymes, voir Église Saint-Pierre-et-Saint-Paul.
L'église Saint-Pierre-et-Saint-Paul est une église catholique située à Anzême, en France.

## Localisation
L'église est située dans le département français de la Creuse, sur la commune d'Anzême.

## Historique
L'édifice est classé au titre des monuments historiques en 1982.

## Galerie

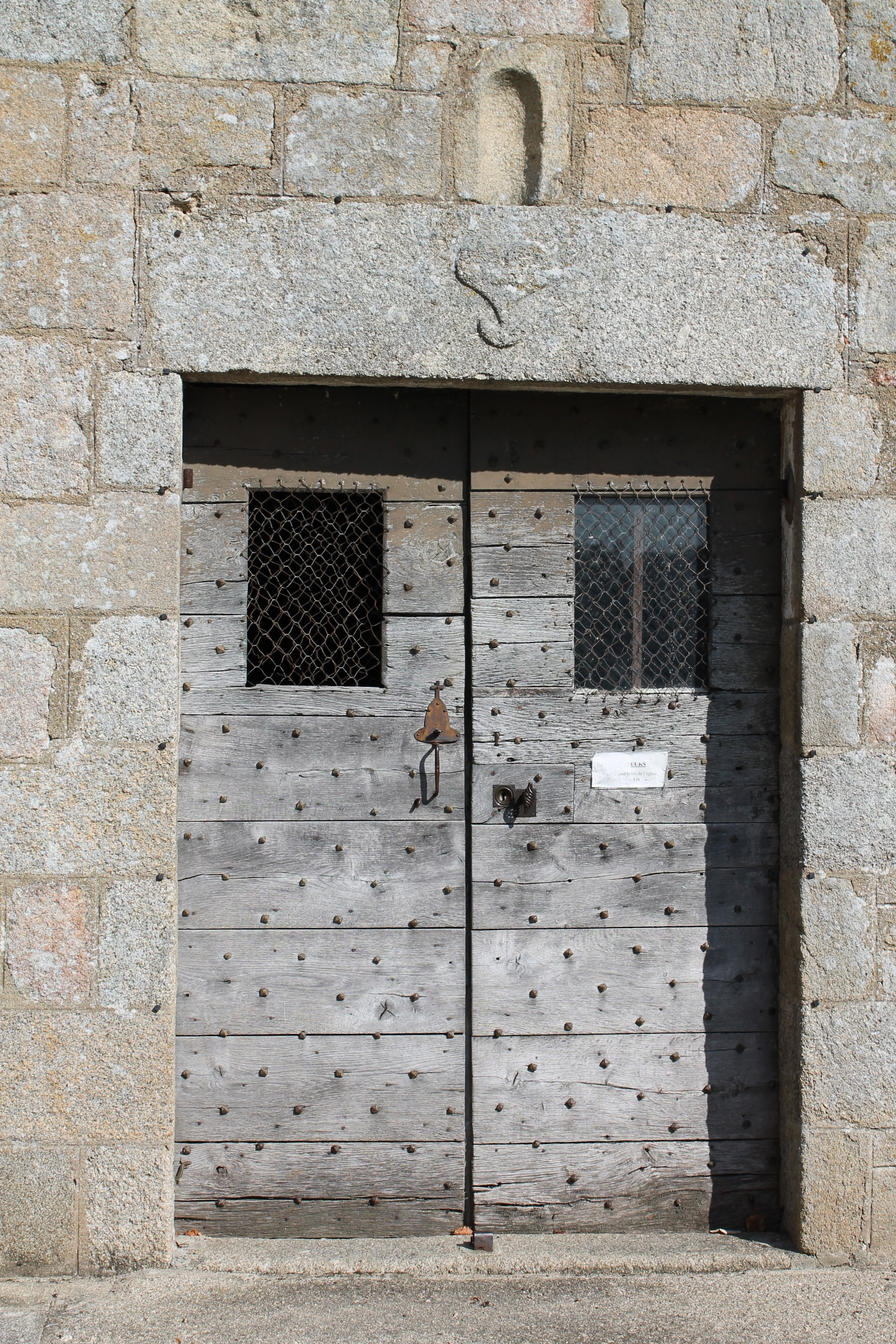
Porte de l'église.
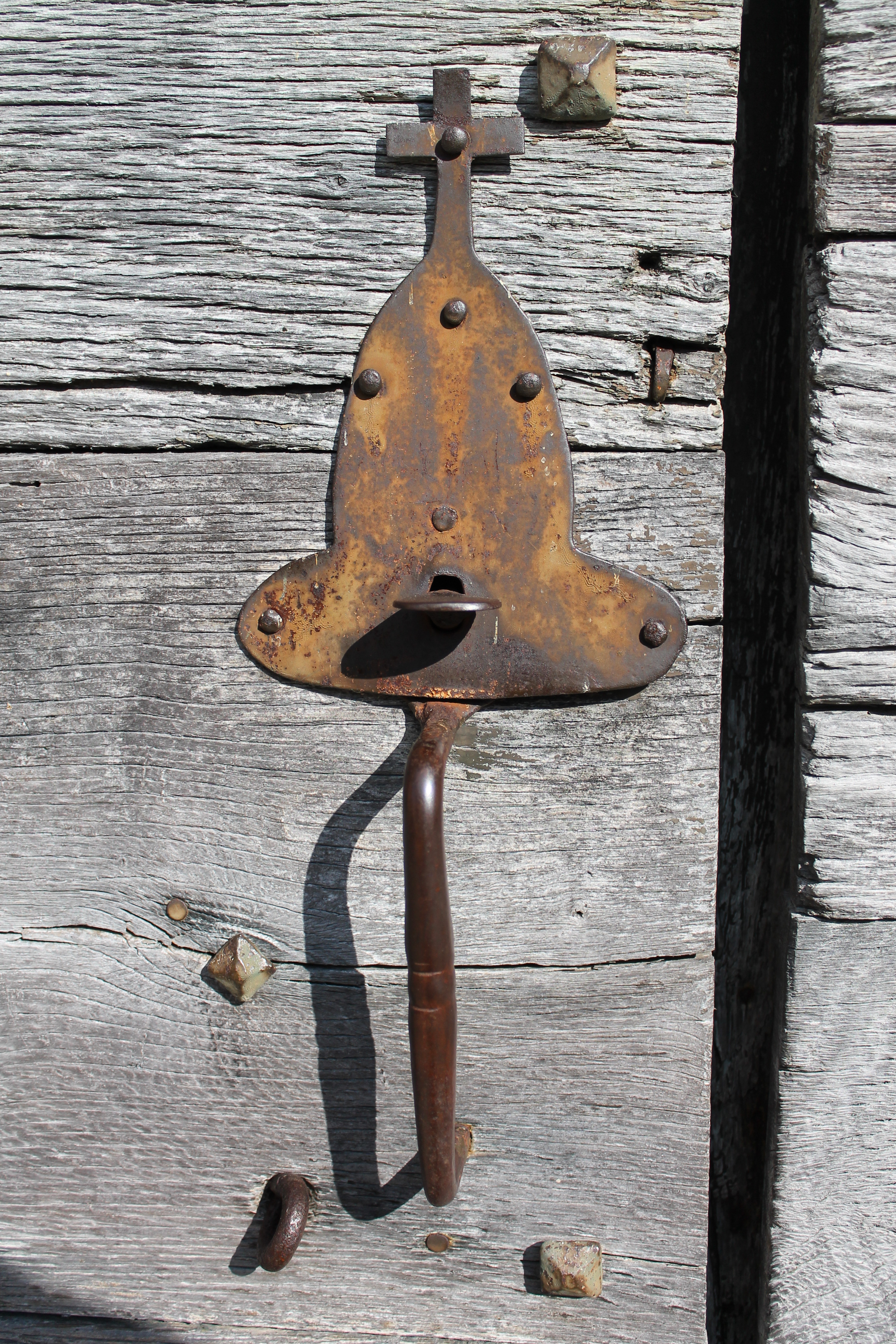
Heurtoir de la porte.
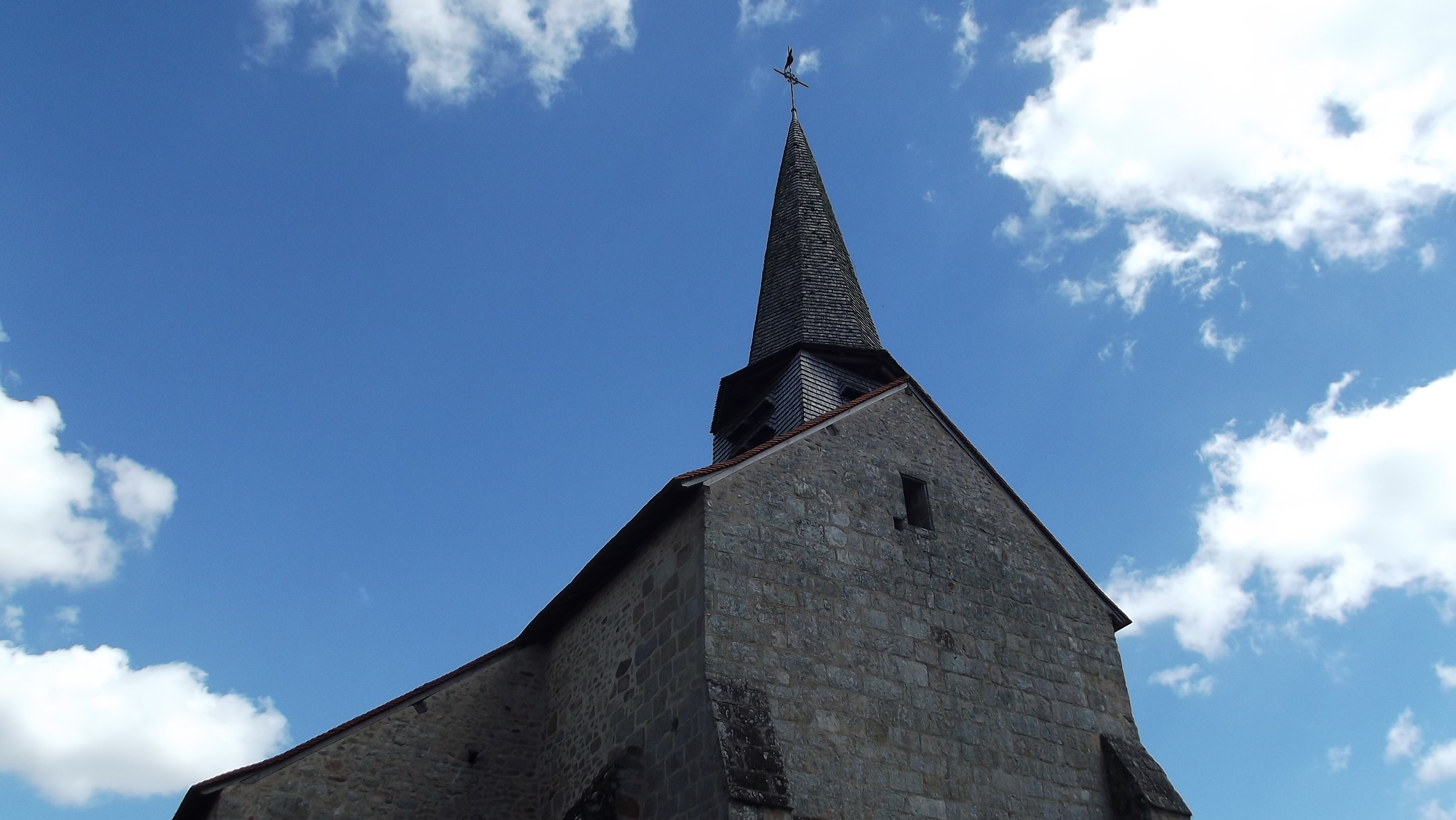
Pignon de la façade occidentale.